# Jean Honoré

Kardinalswappen von Jean Marcel Honoré

Jean Marcel Kardinal Honoré anhörenⓘ (* 13. August 1920 in Saint-Brice-en-Coglès, Département Ille-et-Vilaine, Frankreich; † 28. Februar 2013 in Tours, Département Indre-et-Loire) war Erzbischof von Tours und Kardinal der Römischen Kirche.

## Leben
Jean Honoré studierte Katholische Theologie und empfing am 29. Juni 1943 das Sakrament der Priesterweihe. Von 1943 bis 1944 war er Kaplan in der Jugendarbeit. In einem anschließenden Promotionsstudium wurde er mit einer Arbeit über Kardinal John Henry Newman am Institut Catholique de Paris zum Dr. theol promoviert. Er lehrte am Collège Saint-Vincent in Rennes (1945) und Saint-Malo (1946–1947). Von 1948 bis 1958 hatte er eine Professur für Dogmatik und Katechese am Priesterseminar in Rennes inne. Von 1958 bis 1964 Generalsekretär der Nationalen Kommission für Religiöse Erziehung und Direktor des Nationalen Zentrums für Religiöse Erziehung. Er war Berater im Zweiten Vatikanischen Konzil und engagierte sich für eine altersangemessene Pädagogik und Anpassung an menschliche Wirklichkeiten. Von 1964 bis 1972 war er Rektor der Katholischen Universität in Angers.
Papst Paul VI. ernannte ihn am 24. Oktober 1972 zum Bischof von Évreux. Die Bischofsweihe spendete ihm der Erzbischof von Rennes, Paul Kardinal Gouyon; Mitkonsekratoren waren André Pailler, Erzbischof von Rouen, und Henri-Louis-Marie Mazerat, Bischof von Angers. Am 13. August 1981 wurde er durch Papst Johannes Paul II. zum Erzbischof von Tours ernannt. 1981 übernahm er den Vorsitz über die Bischöfliche Kommission für Schulen und Universitäten. 1983 wurde er durch Johannes Paul II. zum Mitglied in die Kongregation für das Katholische Bildungswesen berufen. 1985 wurde Honoré zum Präsidenten des Obersten Rates der Bischöfe (UCO – Conseil supérieur des Evêques) gewählt. Honoré war wesentlich an der Entwicklung des neuen Katechismus – unter der Leitung von Kardinal Ratzinger – beteiligt. Am 22. Juli 1997 nahm Papst Johannes Paul II. sein aus Altersgründen vorgebrachtes Rücktrittsgesuch an.
Johannes Paul II. nahm ihn am 21. Februar 2001 als Kardinalpriester mit der Titelkirche Santa Maria della Salute a Primavalle ins Kardinalskollegium auf. Von 2001 bis 2002 war Jean Honoré Vorsitzender der Kommission der Glaubenskommission der Bischöfe Frankreichs. Am Konklave 2005 nahm er wegen Überschreitung der Altersgrenze nicht mehr teil.
In einer Beileidsadresse an den amtierenden Bischof von Tours, Bernard-Nicolas Aubertin OCist, würdigte Papst Benedikt XVI. Jean Honoré für seinen Beitrag zur Erstellung des Katechismus der katholischen Kirche und als treuen und selbstlosen Hirten, der für die Verkündigung des Evangeliums Sorge trug.
Er veröffentlichte mehrere Bücher. 2007 wurde er zum Kommandeur des Ordre des Arts et des Lettres ernannt.

## Werke
- gemeinsam mit Jean Daniélou und Paul Poupard: Le Catholicisme – hier, demain. Buchet-Chastel, Paris 1974.
- La Pensée christologique de Newman. Desclée de Brouwer, Paris 1996, ISBN 2-7189-0928-5.
- Newman – la fidélité d’une conscience. C.L.D., Chambray-lès-Tours 1986, ISBN  2-85443-106-5 (= Veilleurs de la foi. ISSN 0763-0107).
- John Henry Newman – un homme de Dieu. Éditions du Cerf, Paris 2003, ISBN 2-204-07286-9.
- John Henry Newman – le combat de la vérité. Éditions du Cerf, Paris 2010, ISBN 978-2-204-09122-0 (= Initiations aux théologiens, ISSN 0750-215X).
- La Pensée de John Henry Newman. Une introduction. Éditions Ad Solem, Mayenne 2010, ISBN 978-2-940402-34-2.